# Wedge Pass
Der Wedge Pass, nach dem östlich gelegenen See auch Billygoat Pass genannt, ist ein in 1430 m Höhe gelegener Gebirgspass in den nördlichen Garibaldi Ranges, einer südwestlichen Teilkette der zu den Coast Mountains gehörenden Pacific Ranges in der kanadischen Provinz British Columbia.
Der Pass befindet sich unmittelbar am Südhang des Wedge Mountain und unmittelbar nördlich der Spearhead Range, des Blackcomb-Bereichs im Whistler Blackcomb Ski Area. Er verbindet den Oberlauf des Wedge Creek, eines Zuflusses des Green River, im Westen mit dem des Billygoat Creek, eines Zuflusses des Lillooet River, im Osten. Der Pass liegt im Garibaldi Provincial Park und kann nicht über eine Straße erreicht werden.